# キトウェ
キトウェ(Kitwe)は、ザンビア中部のカッパーベルト州の都市。
近年の急激な人口増加により、州都・ンドラを追い抜き、ザンビアで2番目に大きな都市となった。2016年の人口は64万7800人。銅の採掘が主な産業である。1928年に建設された。銅の精錬所が置かれ、建築資材・繊維工業が活発化した。
近年、中華人民共和国・インドなどの外資系企業が進出している。南側の銅鉱山ヌカーナと合わせてキトヌカーナとも呼ばれる。
ザンビアン・プレミアリーグに所属するサッカークラブ、パワー・ダイナモスの本拠地が置かれている。

## 教育機関
- カッパーベルト大学

## 姉妹都市
- シェフィールド、イングランド
- デトロイト、アメリカ合衆国